# Di.Po. Vimercate
La Di.Po. Vimercate è una società polisportiva di Vimercate, in provincia di Monza e Brianza. La sezione pallavolistica maschile ha militato in Serie A negli anni ottanta.

## Storia della società
Sorta nel 1945 all'interno di un oratorio, trae il suo nome dal motto latino dimica potenter ("combatti con vigore"). Pratica oggi calcio, pallacanestro, pattinaggio, atletica leggera, ginnastica e, soprattutto, pallavolo, sport nel quale conobbe un buon periodo di successi a partire dalla fine degli anni settanta.

### Sezione pallavolo
Con la sezione maschile, che praticava lo sport sin dal 1945, approdò una prima volta in A2 nel 1978; questa prima esperienza tra i professionisti si concluse dopo un solo anno. Ritornò in A2 nella stagione 1982-83. La squadra, che schierava nel ruolo di schiacciatore il serbo Ljubomir Travica e che era allenata dall'ex nazionale polacco Zdzislaw Ambroziak, ottenne una prestigiosa promozione in A1 al termine della stagione 1984-85. Con il primo posto in A2 ottenne anche il diritto di disputare, per quella stagione, i play-off scudetto, persi al turno preliminare contro la Bistefani Torino.
La stagione dell'esordio in massima serie (1985-86) si concluse con un'immediata retrocessione, dopo le sconfitte rimediate nei play-off A1-A2 con Pallavolo Catania e Arrital Fontanafredda. L'anno successivo la Di.Po. retrocesse anche dall'A2, ponendo fine all'esperienza quinquennale del piccolo club lombardo tra i professionisti. Nel 1992, dopo un buon campionato di Serie B, la prima squadra fu assorbita dalla Pallavolo Brugherio, club di A2. Il club continuò la sua attività a livello dilettantistico.

### Sezione calcio
La polisportiva ha, dagli anni 1950, una sezione calcistica il cui presidente è Enrico Spiga. La squadra ha sempre militato nei campionati regionali lombardi. Alla fine della stagione sportiva 1983-1984 si è fusa con l'Unione Sportiva Vimercatese per diventare Di.Po. Vimercatese.
Dal 2025 la prima squadra è tornata nel campionato di Promozione, dove nella stagione 2017-2018 la squadra guidata da mister Alessandro Gini aveva ottenuto il proprio miglior piazzamento, conquistando la terza posizione e poi vincendo i play-off del proprio raggruppamento.

### Sezione pallacanestro
La prima squadra della Di.Po. Basket milita in Divisione Regionale 1. La società dispone di un settore giovanile che svolge campionati FIP regionali e provinciali.